# 마흐무드 바르잔지

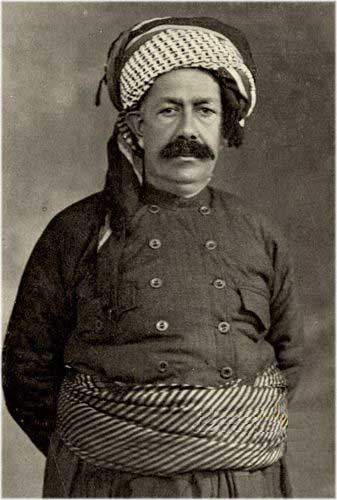

셰이크 마흐무드 바르잔지(쿠르드어: شێخ مه‌حموود بەرزنجی: 1878년 - 1956년 10월 9일)는 영국 위임통치령 메소포타미아에서 일련의 쿠르드인 봉기를 주도한 쿠르드인 지도자였다. 그는 카디르파 수피의 셰이크였고, 술라이마니야의 바르잔지씨 출신이었다. 봉기를 일으킬 때마다 “쿠르디스탄 국왕”을 자칭했다.

## 같이 보기
- 쿠르디스탄 왕국